# Tây Tạng thuộc Thanh
Tây Tạng dưới sự cai trị của nhà Thanh đề cập đến mối quan hệ của nhà Thanh đối với Tây Tạng từ năm 1720 đến năm 1912. Trong thời kỳ này, nhà Thanh coi Tây Tạng là một nước chư hầu. Tây Tạng tự coi mình là một quốc gia độc lập chỉ có mối quan hệ "đạo sư và bảo hộ" với nhà Thanh, được thiết lập vào năm 1653. Các học giả như Melvyn Goldstein đã coi Tây Tạng là một chính quyền bảo hộ của nhà Thanh.
Trước thời Thanh, Đế quốc Tây Tạng đã kiểm soát một khu vực rộng lớn của châu Á hiện đại, bao gồm cả các vùng của Trung Quốc, khi Phật giáo Tây Tạng dưới thời Liên Hoa Sinh và Ninh-mã phái được thành lập. Sau sự suy tàn của đế chế, các khu vực của đế chế đã phát triển thành các chính thể tự trị, một số thuộc các trường phái kế thừa sau này của Kagyu và Sakya. Ninh-mã phái vẫn là phi chính trị. Sau đó, Cố Thủy Hãn của Hãn quốc Hòa Thạc Đặc thống nhất Tây Tạng vào năm 1642 dưới quyền về tinh thần và thời gian của Đạt lai Lạt ma thứ 5 của Cách-lỗ phái.
Cơ quan chính quyền Ganden Phodrang của Tây Tạng và quân đội thường trực của nó đã được thành lập. Năm 1653, Đạt lai Lạt ma trong chuyến thăm cấp nhà nước tới triều đình nhà Thanh, và được tiếp đón tại Bắc Kinh và "được công nhận là quyền thần của Đế quốc Đại Thanh". Hãn quốc Chuẩn Cát Nhĩ xâm chiếm Tây Tạng năm 1717, và sau đó đã bị trục xuất bởi nhà Thanh năm 1720. Các hoàng đế nhà Thanh sau đó đã bổ nhiệm các cư dân đế quốc được gọi là những người tham vọng đến Tây Tạng, hầu hết trong số họ là người Mãn đã báo cáo cho Lý Phiên Nguyên, một cơ quan chính phủ nhà Thanh giám sát biên giới đế quốc. Dưới thời Thanh, Tây Tạng vẫn giữ được quyền tự chủ về chính trị của mình. Khoảng một nửa các vùng đất Tây Tạng được miễn trừ khỏi quyền cai trị hành chính của Lhasa và được sáp nhập vào các tỉnh lân cận của Trung Quốc, mặc dù trên danh nghĩa hầu hết chỉ thuộc quyền của Bắc Kinh.
Đến những năm 1860, "sự cai trị" của nhà Thanh ở Tây Tạng đã trở thành lý thuyết nhiều hơn là thực tế, do gánh nặng đối nội và đối ngoại của nhà Thanh Năm 1890, nhà Thanh và Anh ký Hiệp ước Thanh-Anh liên quan đến Sikkim và Tây Tạng, mà Tây Tạng không quan tâm vì nó chỉ để "một mình Lhasa thương lượng với các cường quốc nước ngoài thay mặt cho Tây Tạng". Anh kết luận vào năm 1903 rằng quyền thống trị của Trung Quốc đối với Tây Tạng là một "hư cấu hợp hiến", và tiến hành xâm lược Tây Tạng vào năm 1903–1904. Nhà Thanh bắt đầu thực hiện các bước để khẳng định lại quyền kiểm soát, sau đó xâm lược Lhasa vào năm 1910. Trong Công ước Anh-Nga năm 1907, Anh và Nga công nhận nhà Thanh là tông chủ quyền của Tây Tạng và cam kết sẽ thoái thác các công việc của Tây Tạng, do đó đã ấn định tình trạng độc quyền trong một văn bản quốc tế. Sau khi nhà Thanh bị lật đổ trong Cách mạng Tân Hợi năm 1911, ngang bang đã gửi thư đầu hàng cho Đạt lai Lạt ma thứ 13 vào mùa hè năm 1912. Sau đó, Đạt lai Lạt ma đã trục xuất ngang bang và quân đội Trung Quốc khỏi Tây Tạng, tất cả người Hán, sau khi tái khẳng định nền độc lập của Tây Tạng vào ngày 13 tháng 2 năm 1913.